# Illa Gran de la Terra del Foc
L'illa Gran de la Terra del Foc (en castellà: Isla Grande de Tierra del Fuego), antigament coneguda com a illa de Xàtiva, és una illa prop de l'extrem sud d'Amèrica del Sud de la qual està separada per l'estret de Magallanes. La part occidental de l'illa (61,4%, 29.484,7 km²) es troba a Xile (Províncies de Terra del Foc i de l'Antàrtida Xilena), mentre que la part oriental (38,6%, 18.507,3 km²) es troba a l'Argentina (Província de Terra del Foc, Antàrtida i Illes de l'Atlàntic Sud). Forma la massa terrestre principal d'un grup extens d'illes o arxipèlag també conegut com a Terra del Foc.
L'illa té una superfície de 47.992 km², la qual cosa la converteix en l'illa més gran d'Amèrica del Sud i la 29a illa més gran del món. Les seves dues ciutats més grans són Ushuaia i Rio Grande, ambdues a l'Argentina. Altres poblacions són Tolhuin, Porvenir, Camerón i Cerro Sombrero. La part argentina té 127.205 habitants (2010), mentre que la part xilena només en té 6.656 (2012), gairebé tots situats a la província de la Terra del Foc.
El seu punt més alt s'anomena no oficialment Monte Shipton (2.580 m), a Xile. Anteriorment es pensava que el mont Darwin era la muntanya més alta de l'illa, però és uns 100 metres més curta. Les parts del nord de l'illa tenen jaciments de petroli; Cerro Sombrero de Xile és el principal centre d'extracció de l'illa.
El 17 de desembre de 1949 es va produir un terratrèmol a la part xilena, prop de la frontera argentina. Registrat com a 7,8 a l'escala sismològica de magnitud de moment, va ser el més potent mai registrat al sud d'Argentina.

## Geografia
La Terra del Foc limita a l'est amb l'Atlàntic Sud, al nord amb l'estret de Magallanes i al sud i a l'oest amb una sèrie de fiords i canals vinculats a l'oceà Pacífic. Una de les poques característiques destacades de la riba nord-est és la badia de Sant Sebastià. Al sud l'illa està limitada pel canal de Beagle, al sud del qual es troben una sèrie d'illes incloses en territori xilè. A l'oest, l'illa té dues cales principals, la badia d'Inútil i el fiord d'Almirantazgo. Aquest últim es troba al llarg de la falla Magallanes–Fagnano i és una continuació de la depressió del llac Fagnano al sud de Terra del Foc.
La part sud-oest de l'illa, entre el fiord d'Almirantazgo i el canal de Beagle i s'estén cap a l'oest fins a acabar a la península de Brecknock a l'oceà Pacífic, és muntanyosa amb una costa molt dentada, dominada per la Cordillera Darwin. La major part d'aquesta part de l'illa està inclosa al Parc Nacional Alberto de Agostini de Xile.